# الاتحاد الوطني للمعلمين
الاتحاد الوطني للمعلمين (بالإنجليزية: National Union of Teachers)‏ هو اتحاد نقابة عمال لمعلمي المدارس في إنجلترا وويلز وجزر القنال الإنجليزي وجزيرة مان. يضم الاتحاد 400,000 شخص تقريبا، مما يجعله أكبر اتحاد معلمين في المملكة المتحدة.